# Hoisdorf
Hoisdorf est une commune allemande de l'arrondissement de Stormarn, dans le Land de Schleswig-Holstein.

## Géographie
Hoisdorf est composé des quartiers de Hoisdorf et Oetjendorf (fusion en mars 1978).
Hoisdorf se situe dans la banlieue de Hambourg, séparé de Großhansdorf par l'E22 (Bundesautobahn 1).

## Histoire
Hoisdorf est mentionné pour la première fois en 1279. En 1339, il est vendu au chapitre de la cathédrale de Hambourg. Après la Réforme, il appartient en 1576 à Adolphe de Holstein-Gottorp.
En 1771, les terres agricoles de Hoisdorf sont divisées. En 1895, la commune est reliée au réseau téléphonique et en 1913 au réseau électrique.
En 1907, Hoisdorf est connecté au réseau ferré de Hambourg, ce qui attire de nouveaux habitants après la Première Guerre mondiale. Après la Seconde Guerre mondiale, de nombreux réfugiés du bombardement de Hambourg et de l'est de l'Allemagne s'installent dans le village.

## Sport
Dans les années 1990, le club de football du TuS Hoisdorf joue en Oberliga Nord et participe à la Coupe d'Allemagne.

## Source, notes et références
- (de) Cet article est partiellement ou en totalité issu de l’article de Wikipédia en allemand intitulé « Hoisdorf » (voir la liste des auteurs).